# Communauté de communes du Val d’Amour
Die Communauté de communes du Val d’Amour ist ein französischer Gemeindeverband mit der Rechtsform einer Communauté de communes im Département Jura in der Region Bourgogne-Franche-Comté. Sie wurde am 31. Dezember 1993 gegründet und umfasst 24 Gemeinden. Der Verwaltungssitz befindet sich im Ort Chamblay.

## Mitgliedsgemeinden
| Gemeinde                              | Einwohner 1. Januar 2022 | Fläche km² | Dichte Einw./km² | Code INSEE | Postleitzahl |
| ------------------------------------- | ------------------------ | ---------- | ---------------- | ---------- | ------------ |
| Augerans                              | 186                      | 8,05       | 23               | 39026      | 39380        |
| Bans                                  | 181                      | 3,92       | 46               | 39037      | 39380        |
| Belmont                               | 255                      | 16,06      | 16               | 39048      | 39380        |
| Chamblay                              | 423                      | 13,82      | 31               | 39093      | 39380        |
| Champagne-sur-Loue                    | 121                      | 3,77       | 32               | 39095      | 39600        |
| Chatelay                              | 100                      | 13,07      | 8                | 39117      | 39380        |
| Chissey-sur-Loue                      | 322                      | 38,56      | 8                | 39149      | 39380        |
| Cramans                               | 517                      | 8,13       | 64               | 39176      | 39600        |
| Écleux                                | 217                      | 6,20       | 35               | 39206      | 39600        |
| Germigney                             | 77                       | 5,44       | 14               | 39249      | 39380        |
| Grange-de-Vaivre                      | 45                       | 1,74       | 26               | 39259      | 39600        |
| La Loye                               | 537                      | 19,56      | 27               | 39305      | 39380        |
| La Vieille-Loye                       | 395                      | 9,19       | 43               | 39559      | 39380        |
| Mont-sous-Vaudrey                     | 1.302                    | 14,86      | 88               | 39365      | 39380        |
| Montbarrey                            | 306                      | 9,70       | 32               | 39350      | 39380        |
| Mouchard                              | 1.094                    | 6,18       | 177              | 39370      | 39330        |
| Ounans                                | 330                      | 12,19      | 27               | 39399      | 39380        |
| Pagnoz                                | 217                      | 3,29       | 66               | 39403      | 39330        |
| Port-Lesney                           | 539                      | 10,91      | 49               | 39439      | 39330        |
| Santans                               | 275                      | 16,52      | 17               | 39502      | 39380        |
| Souvans                               | 519                      | 19,66      | 26               | 39520      | 39380        |
| Vaudrey                               | 351                      | 17,87      | 20               | 39546      | 39380        |
| Villeneuve-d’Aval                     | 96                       | 3,99       | 24               | 39565      | 39600        |
| Villers-Farlay                        | 649                      | 10,04      | 65               | 39569      | 39600        |
| Communauté de communes du Val d’Amour | 9.054                    | 272,72     | 33               | –          | –            |